# Кецербахтал
Кецербахтал (њем. Ketzerbachtal) општина је у њемачкој савезној држави Саксонија. Једно је од 34 општинска средишта округа Мајсен. Према процјени из 2010. у општини је живјело 2.776 становника. Посједује регионалну шифру (AGS) 14627090.

## Географски и демографски подаци
Кецербахтал се налази у савезној држави Саксонија у округу Мајсен. Општина се налази на надморској висини од 246 метара. Површина општине износи 45,4 km². У самом мјесту је, према процјени из 2010. године, живјело 2.776 становника. Просјечна густина становништва износи 61 становника/km².